# Žaškov
Žaškov (in ungherese Zsaskó) è un comune della Slovacchia facente parte del distretto di Dolný Kubín, nella regione di Žilina.